# Charles Green
Charles Green född 31 januari 1785 i London död 23 mars 1870, var en brittisk pionjär inom ballongflygningen.
Green var blad de första att använda lysgas som bärande medium i sin charlierballong, han var även först med att ansluta släplinor till ballongringen. Han genomförde sin första uppstigning med lysgas 19 juli 1821. Från 1835 försörjde han sig helt på ballongflygning vid olika marknader och tillställningar där mycket folk samlades. Med ballongen Royal Vauxhall satte han ett distansrekord med en flygning från Vauxhall Gardens i London till Weilburg utanför Koblenz rekordet stod sig till 1907. 
Green startade 7 november 1836 färden med Mason och Holland som passagerare, syftet med flygningen var att prova Greens idé med släplinor samtidigt skulle man utföra en del vetenskapliga undersökningar. Resan gick över Canterbury, där vinden förde den i riktning mot Dover, när skymningen kom blev man osäker på sin position. När man skymtade ljusen från den franska kusten insåg man att man var över Calais, och engelska kanalen var för första gången passerad av en ballong i mörker.
Resan fortsatte via Bryssel, Liège och över Rhen in i Tyskland. Man landade nära Koblenz kl 7:30 den 8 november. Resans längd var 850 kilometer på en tid av 17 timmar.
Han fortsatte att flyga till hög ålder, den sista officiella uppstigningen genomförde han i september 1852. Hans idé om att använda lysgas istället för vätgas medförde att ballonguppstigning blev en populär sport i England. Man räknar med att han gjorde över 1 400 uppstigningar under sin aktiva tid.
Den brittiska ballongorganisationen British Balloon and Airship Club (BBAC) instiftade trofén Charles Green Salver som delas ut till någon som presterat en bragdartad flygning. Bland annat tilldelades Bertrand Piccard och Brian Jones trofén för sin flygning jorden runt 1999.